# Gadget
Gadget [ˈgædžit] je malý předmět většinou technického rázu (např. přístroj nebo zařízení), který má určitou specifickou funkci, ale zároveň je často populární novinkou na trhu. Nejčastěji se používá množné číslo gadgets jako zobecnění tohoto druhu výrobků a zboží.
Česky se někdy označuje jako „vychytaná věcička“, „vychytávka“ nebo „udělátko“. Obchody nabízejí jako gadgets vtipné, legrační dárečky, které jsou něčím netradiční, šokující a překvapující; mohou to být různé humorné dárky, ale také erotické dárky, hračky pro děti či společenské hry, ale i praktické dárky do domácnosti, zahrady či kanceláře.

## Etymologie
Historie slova gadget sahá až do 18. století, nicméně jeho původ je sporný. Velmi rozšířená historka například pojednává o tom, že slovo gadget bylo „vynalezeno“, když Gaget, Gauthier & Cie, společnost, která se podílela na stavbě sochy Svobody, vytvořila miniaturní verzi pomníku a pojmenovala jej po sobě. Tuto verzi však popírá fakt, že tento pojem byl již dříve používán v námořních kruzích a že zlidověl až po první světové válce. Další zdroje zmiňují odvozeninu z francouzského slova gâchette, které se používalo pro označení různých druhů střelných zařízení, nebo z jiného francouzského výrazu gagée – malý nástroj nebo příslušenství. Z dalších zdrojů vyplývá, že jaderná bomba, testovaná v projektu Trinity, byla označována krycím jménem „the gadget“.